# Avstrijski inštitut
Avstríjski inštitút (nemško Österreich Institut) je ustanova avstrijske zunanje kulturne politike in izvaja tečaje nemščine zunaj Avstrije. Po podatkih Avstrijskega inštituta se pri njih letno uči nemščine 10.000 tečajnikov. Na sedežu inštituta na Dunaju pripravljajo tudi gradiva za pouk.

## Zgodovina
Avstrijski inštitut je bil ustanovljen leta 1997; le-ta je združil in na novo organiziral dotedanje tečaje nemščine, ki so potekali v okviru avstrijskih zastopstev v Bratislavi, Budimpešti, Krakovu, Milanu in Varšavi.
Trenutno obstajajo Avstrijski inštituti v Beogradu, Brnu, Bratislavi, Budimpešti, Krakovu, Ljubljani, Rimu, Varšavi in Wroclawu in licenčni partner v Istanbulu. Sedež je na Dunaju, kjer izdajajo učna gradiva: Österreich Spiegel, Österreich Portal, zbirke materialov za strokovne jezike in didaktizacije filmov, ki jih uporabljajo pri pouku.
Po navedbah Avstrijskega inštituta se uči na njihovih ustanovah letno uči nemščine okoli 10.000 tečajnikov. Leta 2004 je bil dosežen dosedanji vrhunec z 10.167 tečajniki. Avstrijski inštitut prejema subvencije Republike Avstrije. Od leta 2002 je stopnja vzdrževanja iz lastnih virov več kot 70%.

## Naloge
Avstrijski inštitut želi predstaviti Avstrijo kot nemško govorečo deželo in kot del Evropske unije. Organizira tudi prireditve, ki so povezane z Avstrijo, natečaje za tečajnike, učitelje nemščine in učence. Avstrijski forum ali avstrijsko veleposlaništvo v posamezni deželi podpira delo inštitutov. Avstrijski inštitut sodeluje tudi z ustanovami Goethe-Institut, British Council in Istituto Cervantes. Avstrijski inštituti se redno udeležujejo aktivnosti ob Evropskem dnevu jezikov. Vsi Avstrijski inštituti v tujini so izpitni centri za avstrijski jezikovno diplomo iz nemščine (Österreichisches Sprachdiplom Deutsch - ÖSD). Ti certifikati so mednarodno priznani.